# Cuphophyllus virgineus
Cuphophyllus virgineus (Franz Xaver von Wulfen, 1781 ex Alexander Kovalenko, 1989) sin. Hygrocybe virginea (Franz Xaver von Wulfen, 1781 ex Peter Darbishire Orton & Roy Watling, 1969), este o specie de ciuperci comestibile din încrengătura Basidiomycota în familia Hygrophoraceae și de genul Cuphophyllus, denumită în popor ciupercă de omăt, care coabitează, fiind un simbiont micoriza (formează micorize pe rădăcinile arborilor), dar de asemenea saprofită. În România, Basarabia și Bucovina de Nord se dezvoltă în grupuri mari pe terenuri preferat calcaroase, trăind probabil  în comunitate de simbioză cu mușchi prin pășuni, rar chiar și în păduri de conifere. Timpul apariției este din septembrie până în decembrie.

## Taxonomie

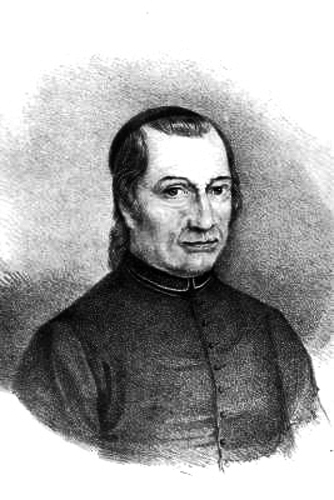
Franz X. v. Wulfen

Specia cunoaște multe sinonime. Ea a fost descrisă pentru prima dată de savantul italian Giovanni Antonio Scopoli în volumul 2 al operei sale Flora Carniolica din 1772 sub denumirea Agaricus niveus. Numai putini ani mai târziu, în 1781, micologul german (Franz Xaver von Wulfen l-a redenumit în Agaricus virgineus. În cea din urmă, acest epitet s-a afirmat.
Datorită marii autorități a lui Elias Magnus Fries, taxonul  Hygrophorus virgineus creat de el în 1838, a rămas valabil până în anul 1969, când autorii englezi P.D.Orton și Watling au alăturat ciuperca genului Hygrocybe. Dar de asemenea numele generic Camarophyllus, dat de cunoscutul micolog german Paul Kummer în 1871, a fost uzat deseori.
În anul 1989 micologul sovietic Alexander Kovalenko a transferat specia la genul nou creat de Marcel Bon în 1984 (care a denumit specia apoi Cuphophyllus nivea, publicat un an mai târziu într-un articol în jurnalul Documents Mycologiques). O analiză moleculară publicată în 2011, bazată pe analiza cladistică a secvențelor ADN a constatat că Hygrocybe virginea nu aparține genului Hygrocybe în sens strict ci mai mult genului Cuphophyllus.
Dar instanțe importante, de exemplu renumitul jurnal micologic german Der Tintling:, Biodiversity Reference Fichas Micológicas, Mycological Progress etc. (ca și contribuții românești, de exemplu: Ciupercomania, CPN-Scatiii sau chiar Ministerul Mediului, Apelor și Pădurilor) mențin taxonul vechi.
După ce însă comitetele de nomenclatură Index Fungorum și MycoBank au confirmat apartenența speciei la genul Cuphophyllus, redenumirea este obligatorie.

## Descriere

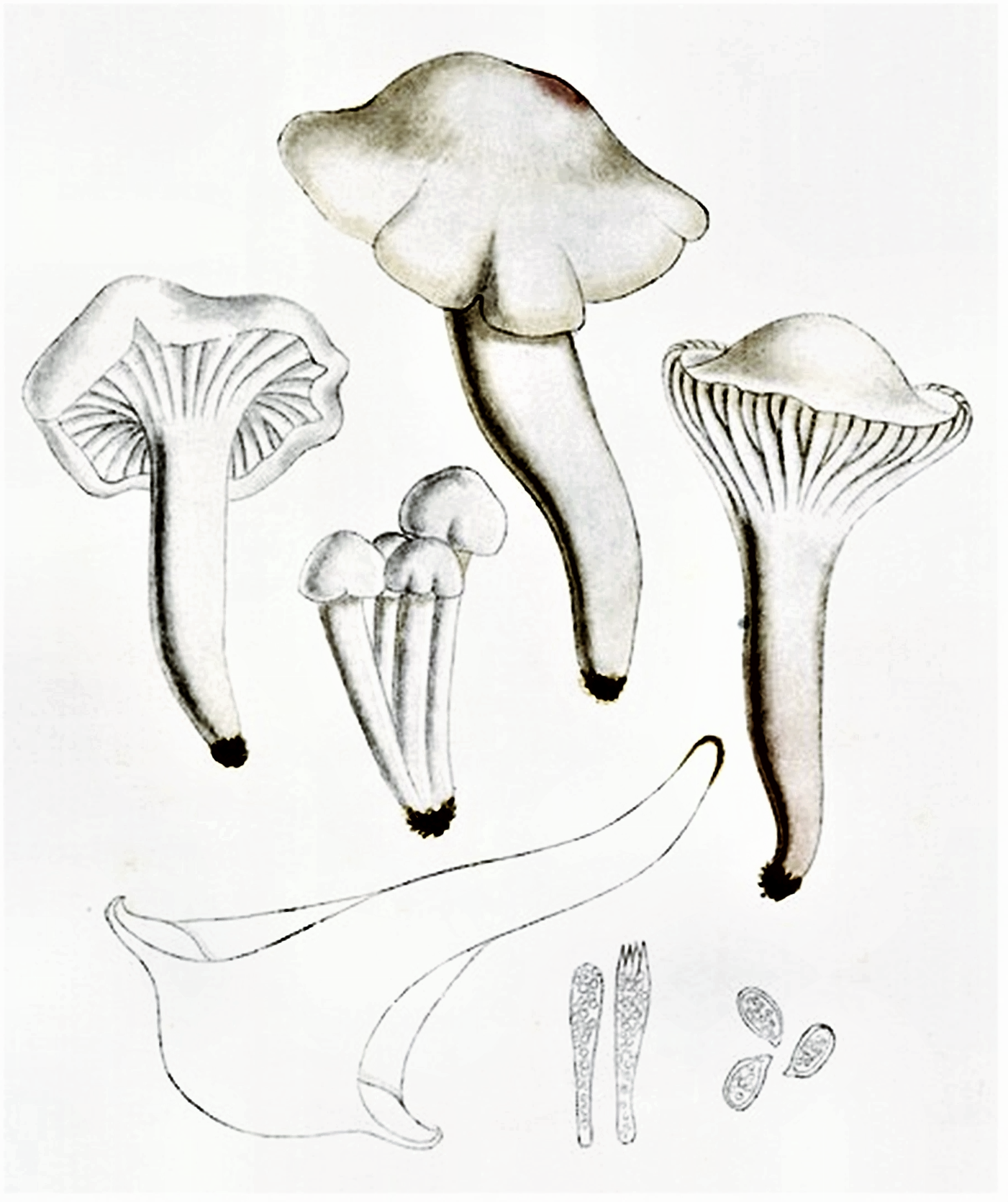
Bres.: H. virgineus

- Pălăria: are un diametru între 3 și 6 cm, este în mod uniform cărnoasă, higrofilă, la început boltită semisferic sau ușor cocoșată cu marginile răsucite spre interior, la maturitate aplatizată și ceva adâncită, fiind striată translucid. Cuticula cu o suprafață umedă este de culoare albă, spre mijloc mai alb-gălbuie, adesea cu pete roșiatice.
- Lamelele: sunt clar îndepărtate, destul de groase, geroase, arcuite, conectate venos între ele (anastomoze) precum decurente la picior și de același colorit cu pălăria. Muchiile netede sunt albe, gălbenind câteodată foarte slab cu vârsta sau în stare uscată.
- Piciorul: are o lungime de 3 la 7 cm și o lățime 0,8 până la 1,2 cm,  este alb, cilindric, uneori curbat, subțiat la bază, mai întâi plin, dar repede gol în interior și golaș precum ceva brumat pe suprafață.
- Carnea: este ceroasă, apoasă și de culoare albă. Mirosul este imperceptibil și gustul plăcut.
- Caracteristici microscopice: are spori elipsoidali, netezi, neamilozi (nu se decolorează cu reactivi de iod), având o mărime de 7–11 × 4–5,5 microni. Praful lor este alb. Himenoforul tramei este iregular.[4][5] Se colorează cu Hidroxid de potasiu de la roșu ca carnea până la portocaliu viu.[20]
- Reacții chimice: Buretele se colorează cu anilină roșu de vin, cu fenol brun și cu sulfovanilină volatil violet-roșiatic.[21]

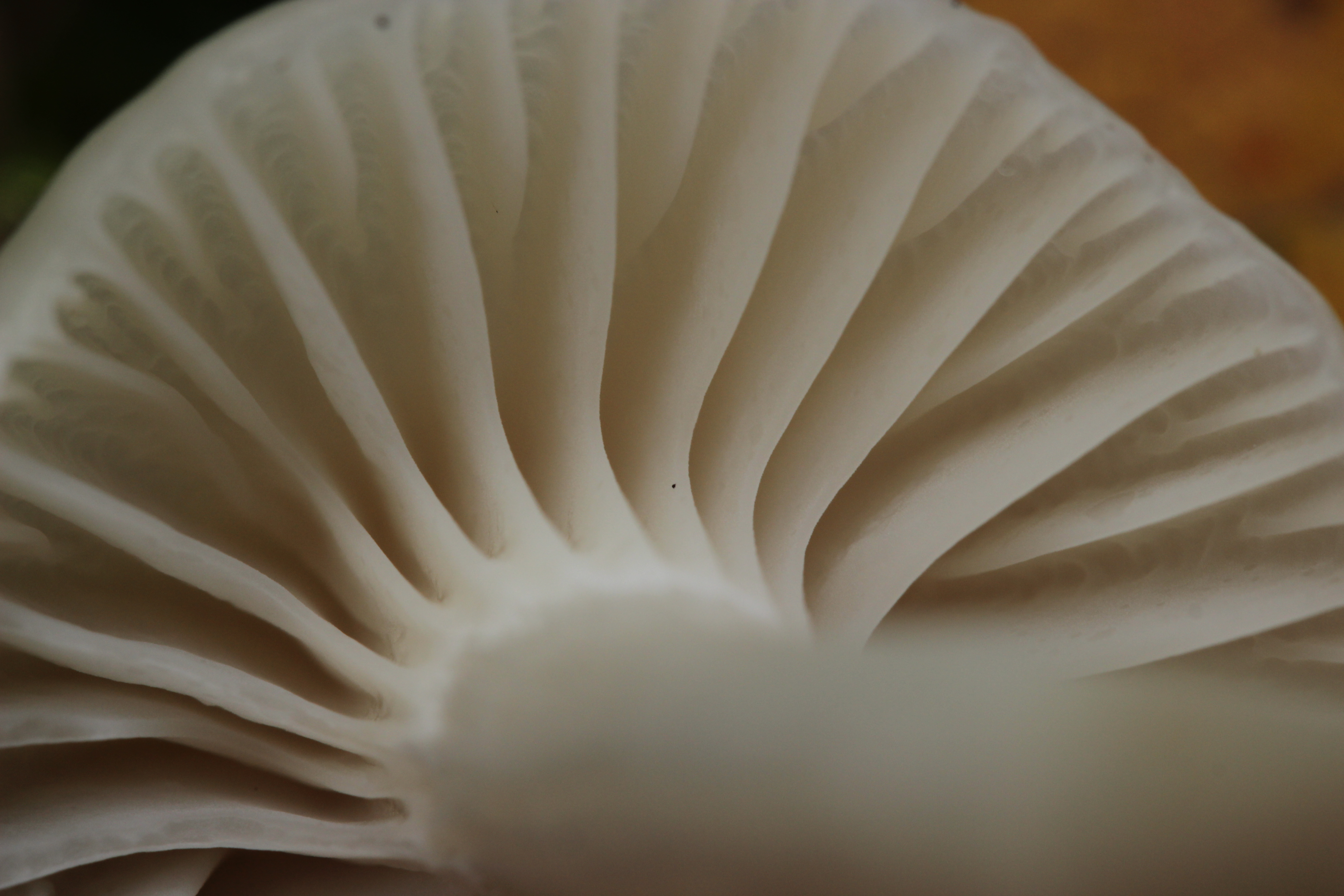
H. virginea, lamele
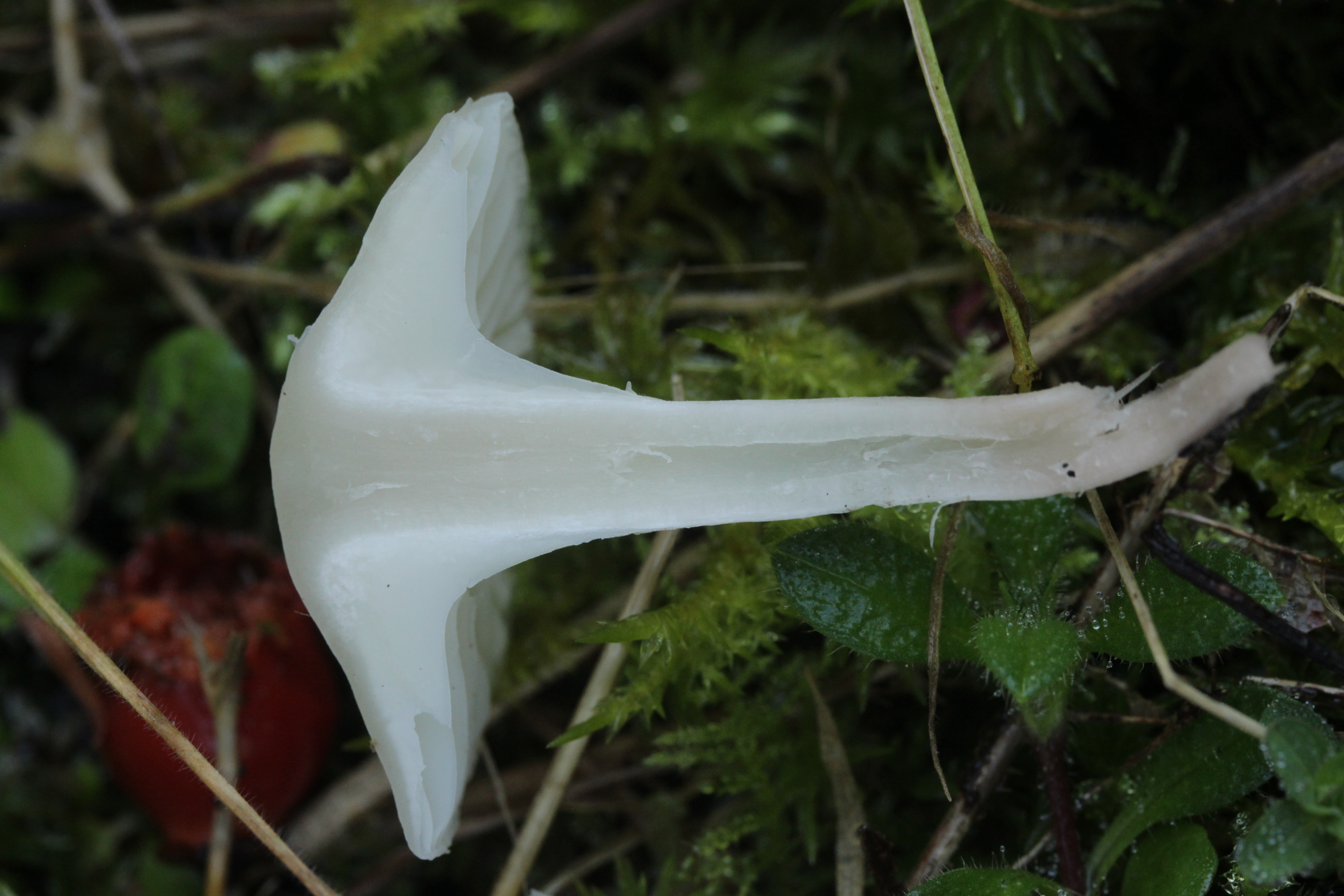
H. virginea, tăiere longitudinală
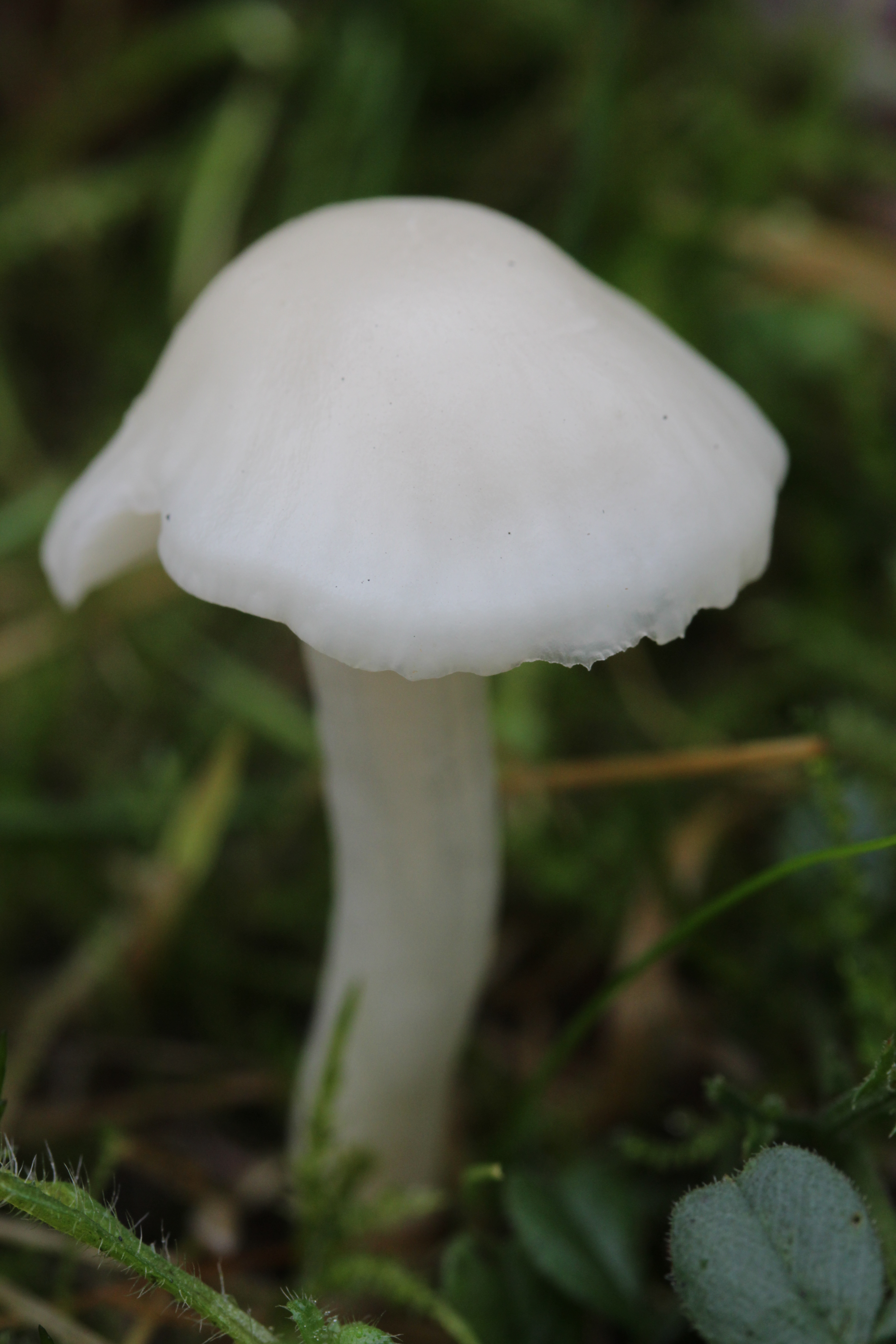
H. virginea tânăr
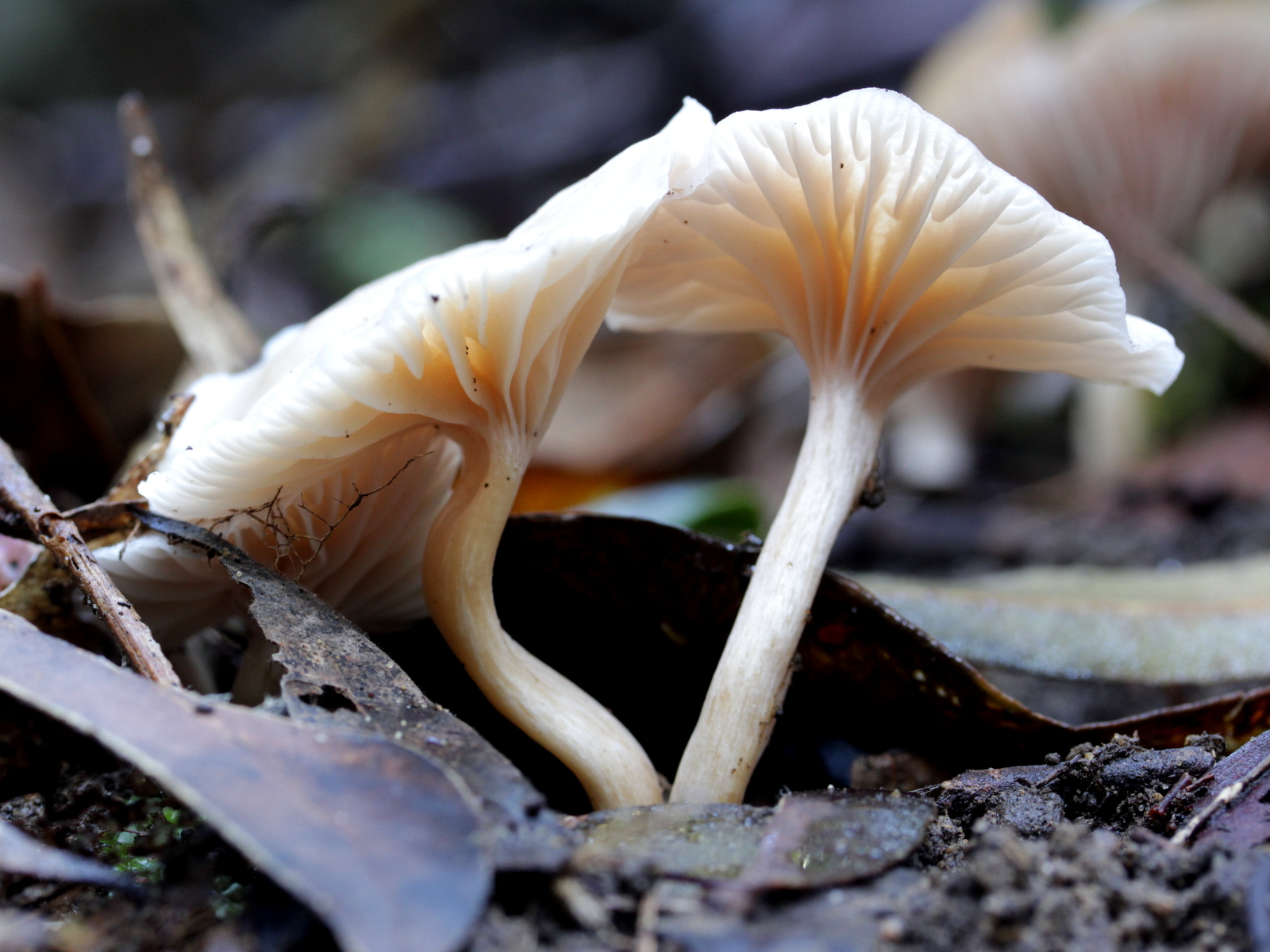
H. virginea bătrâni

## Confuzii
În mod general, ciuperca poate fi confundată cu bureți comestibili și mai mult sau mai puțin savuroși din speciile Hygrocybe și Hygrophorus cum sunt: Cuphophyllus pratensis sin. Hygrocybe pratensis, ciuciuleni de iarbă) (comestibil), Hygrocybe russocoriacea (comestibil, apare tot prin câmpii și pășuni, culoare de fildeș până de chihlimbar , miros puternic a lemn de cedru), Hygrophorus agathosmus (comestibil, se dezvoltă în păduri de conifere sub molizi și pini, miros de migdale amărui), Hygrophorus chrysodon (comestibil), Hygrophorus cossus (comestibil), Hygrophorus discoxanthus (comestibilitate tare limitată, se dezvoltă tot sub fagi pe sol calcaros, dar cu miros puternic și nu prea plăcut, lamelele se decolorează galben-maroniu), Hygrophorus eburneus (comestibil), Hygrophorus gliocyclus (comestibil, se dezvoltă în păduri de conifere sub pini, rar), Hygrophorus hedrychii (comestibil, se dezvoltă sub mesteceni, fără miros și gust specific), Hygrophorus ligatus (comestibil, se dezvoltă sub molizi, fără miros sau gust specific) Hygrophorus nemoreus (comestibil, se dezvoltă în păduri de foioase, pălărie mai închisă, cuticula uscând repede, fără miros sau gust specific), Hygrophorus piceae (comestibil, se dezvoltă în păduri de molizi pe  mușchi, fără miros, cu gust plăcut), sau Hygrophorus penarioides (comestibil, se dezvoltă tot sub fagi dar și sub stejari, fiind mai mare cu cuticulă uscată și mătăsoasă precum ușor pătat pe picior, rar), Hygrophorus poetarum (comestibil, se dezvoltă tot sub fagi, dar cu miros fructuos și roz sub cuticulă, destul de rar) sau chiar și cu Oudemansiella mucida (comestibil, saprofit) sau cu Tricholoma album (necomestibil).
Din păcate  se culeg și consumă câteodată, în special de începători, de asemenea bureți extrem de otrăvitori cu consecințe fatale, în primul rând Clitocybe dealbata și Clitocybe rivulosa.

## Specii asemănătoare

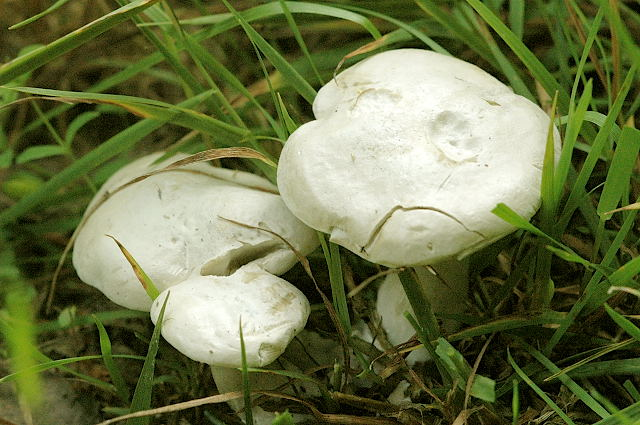
!!!Clitocybe.dealbata!!!
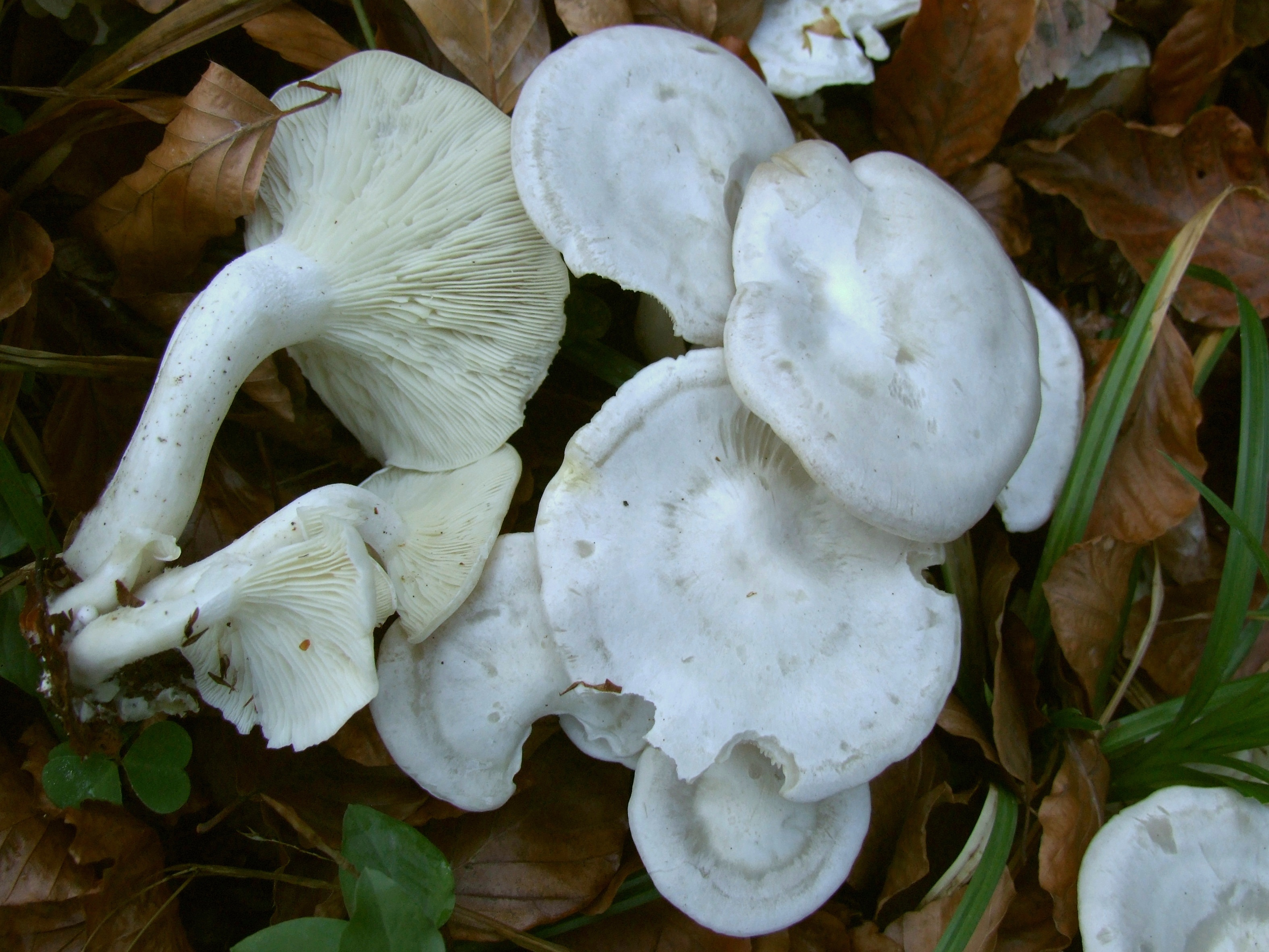
!!!Clitocybe rivulosa!!!
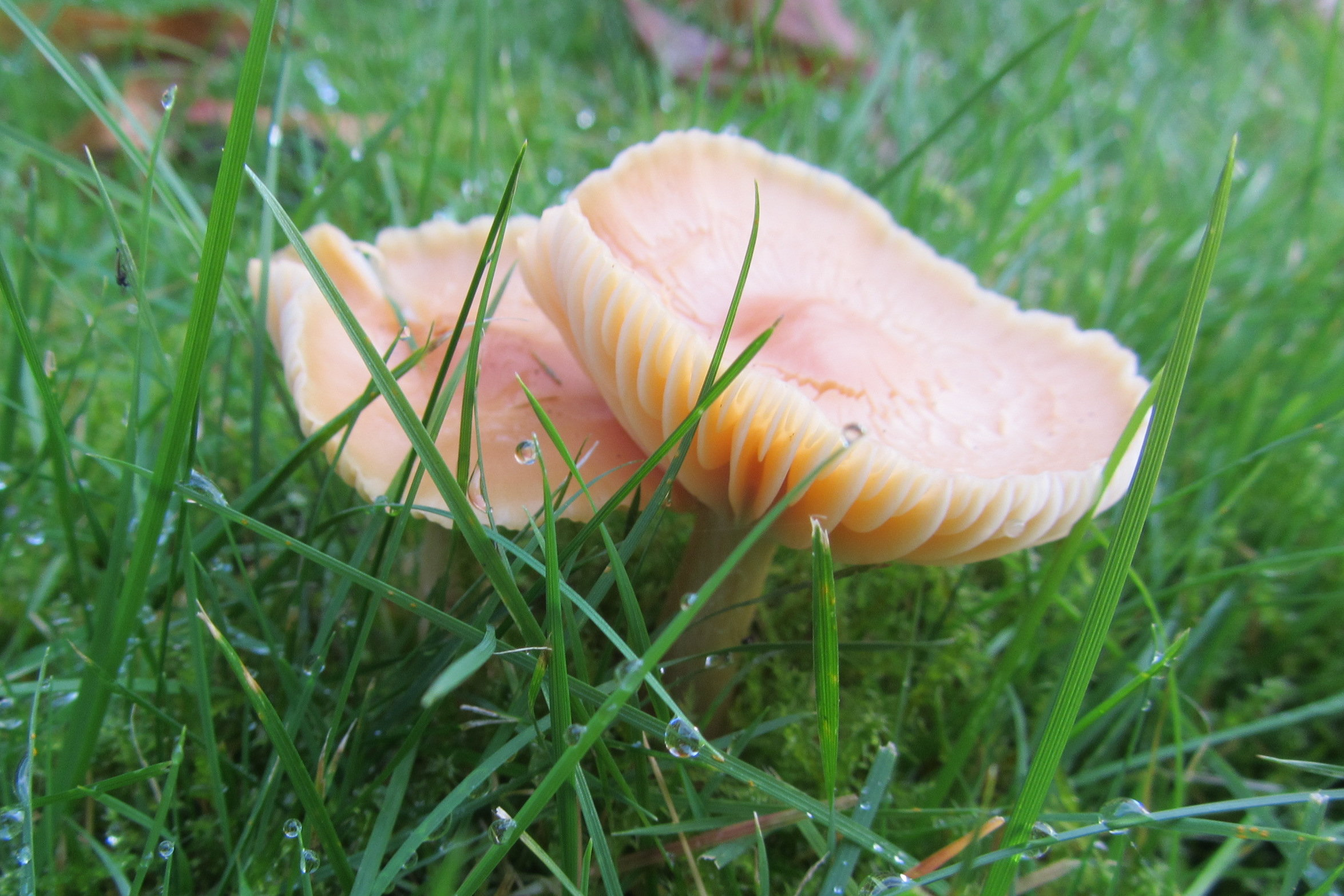
Cuphophyllus pratensis sin. Hygrocybe pratensis
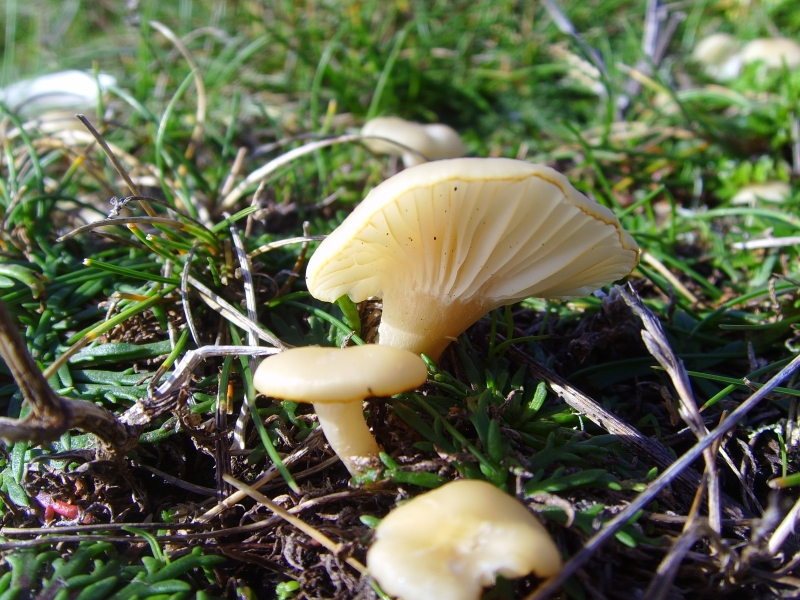
Hygrocybe russocoriacea
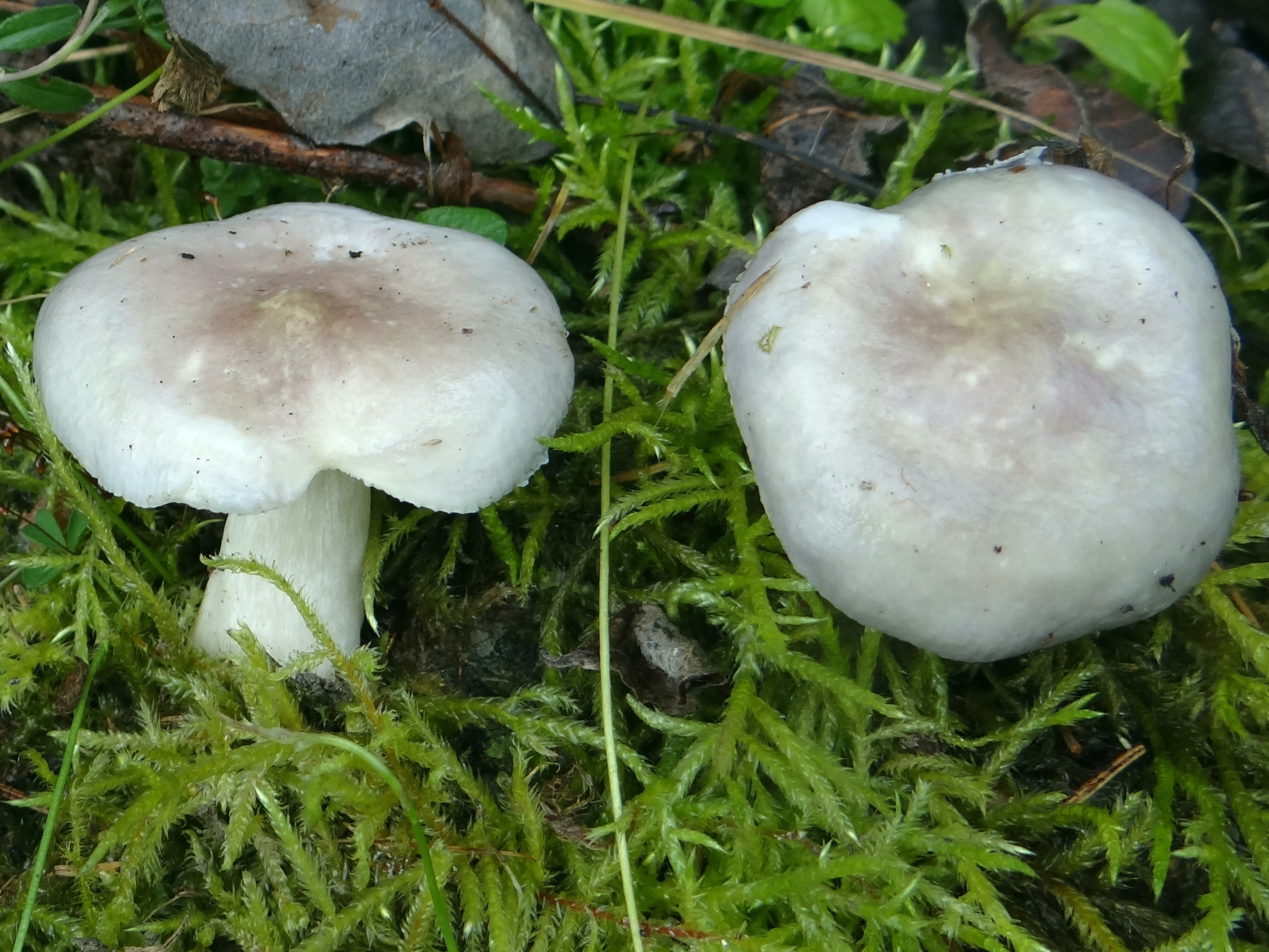
Hygrophorus agathosmus

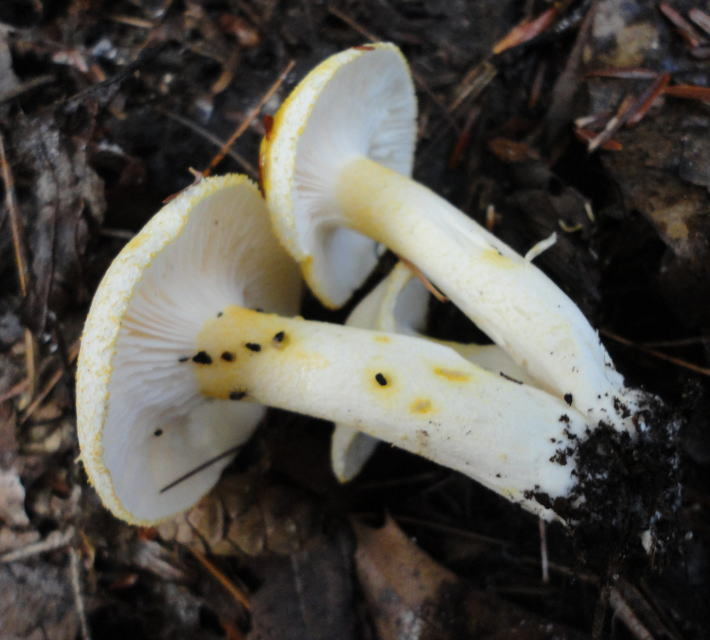
Hygrophorus chrysodon
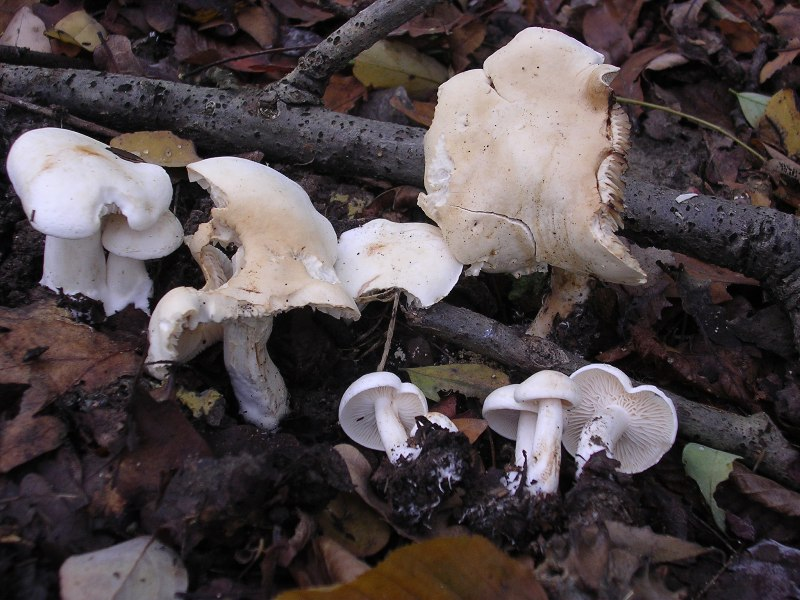
Hygrophorus cossus
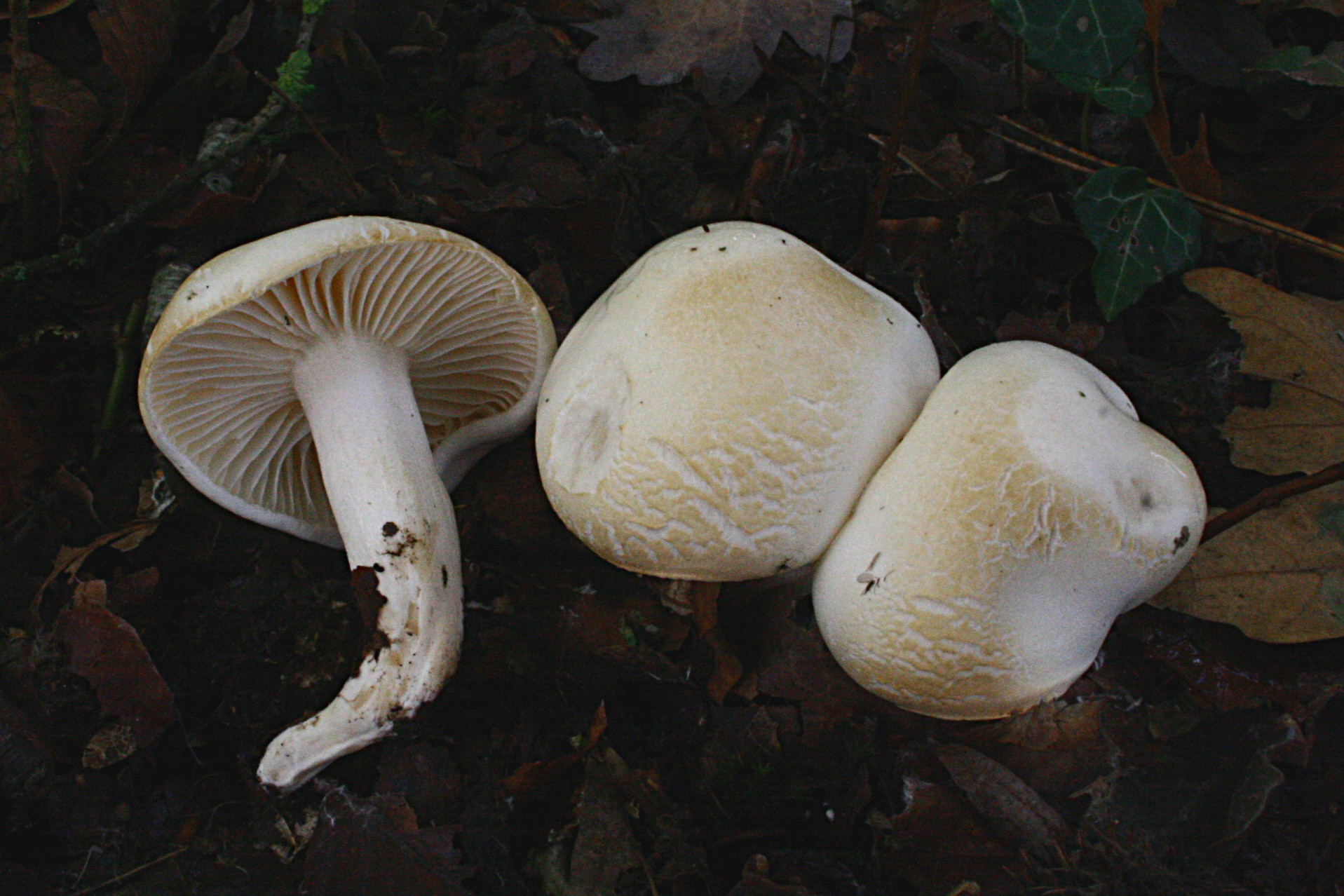
Hygrophorus discoxanthus
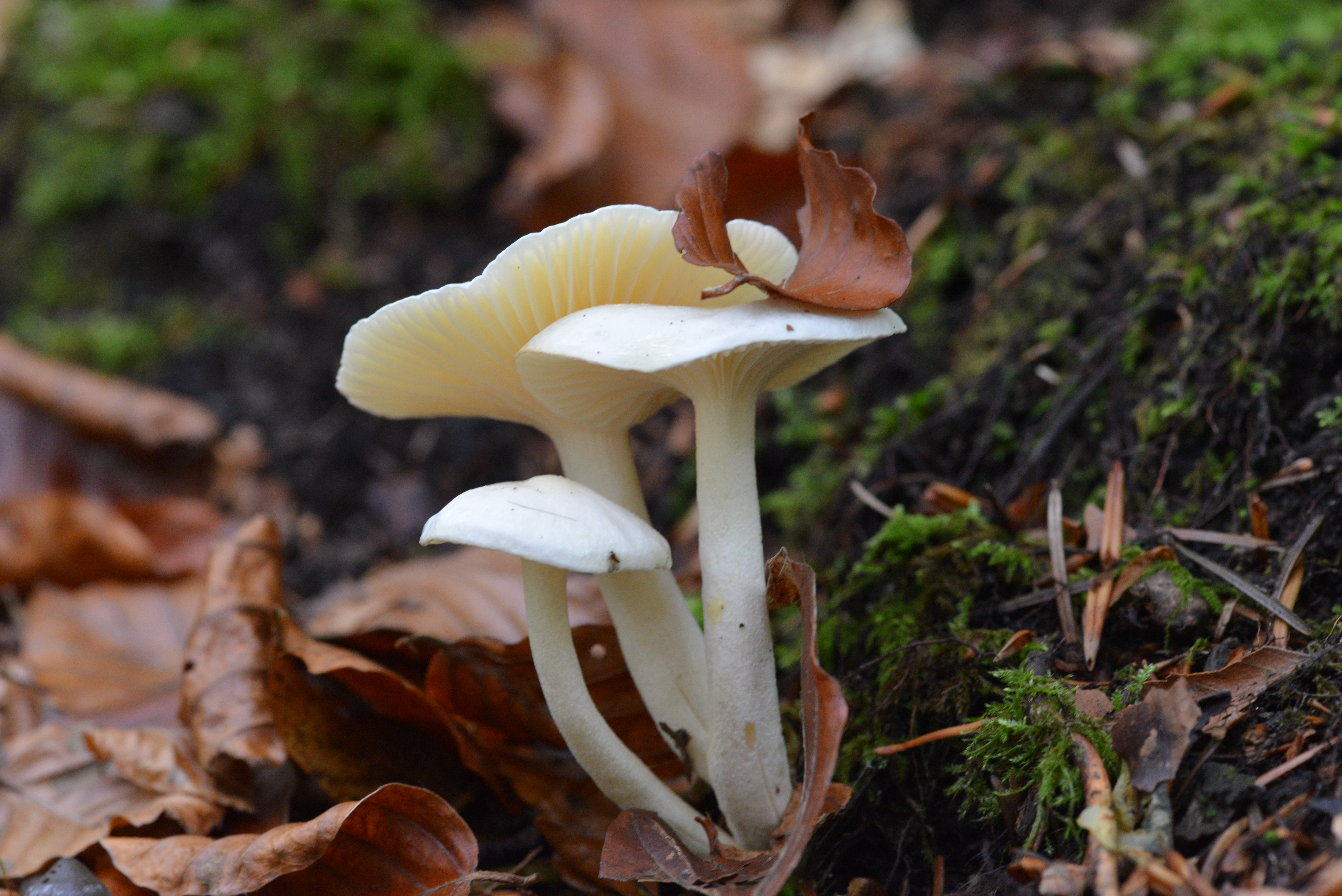
Hygrophorus eburneus
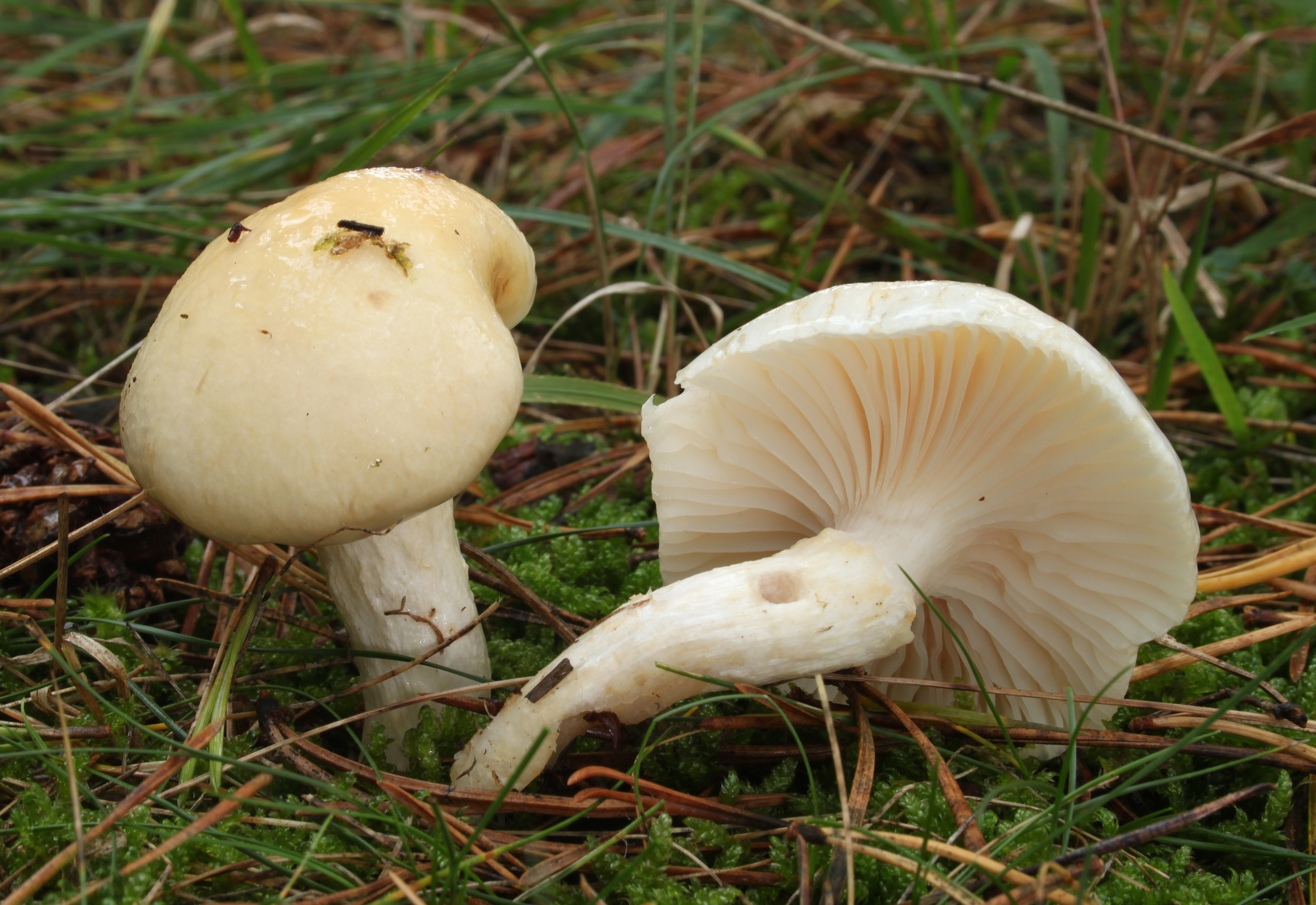
Hygrophorus ligatus

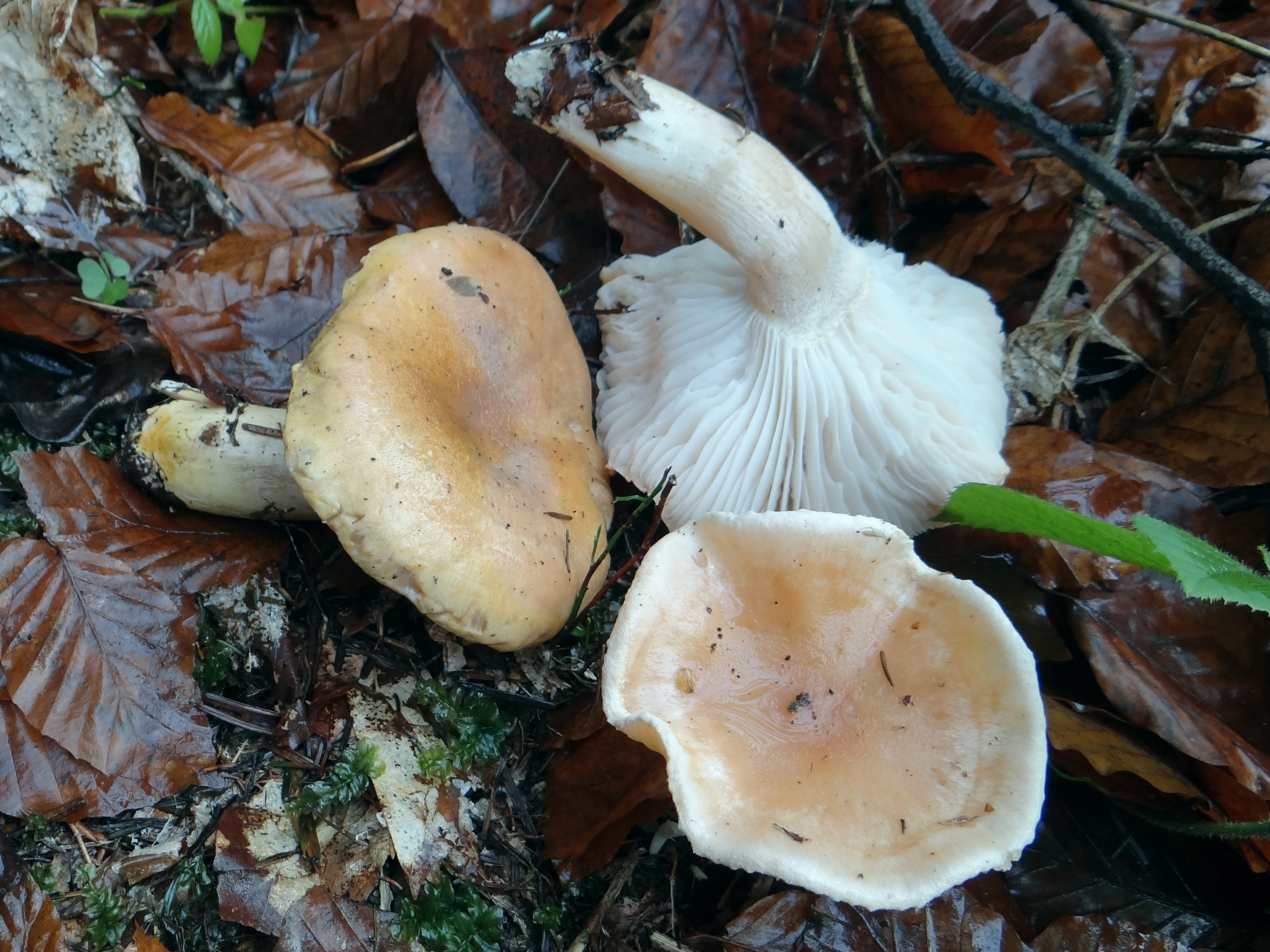
Hygrophorus nemoreus
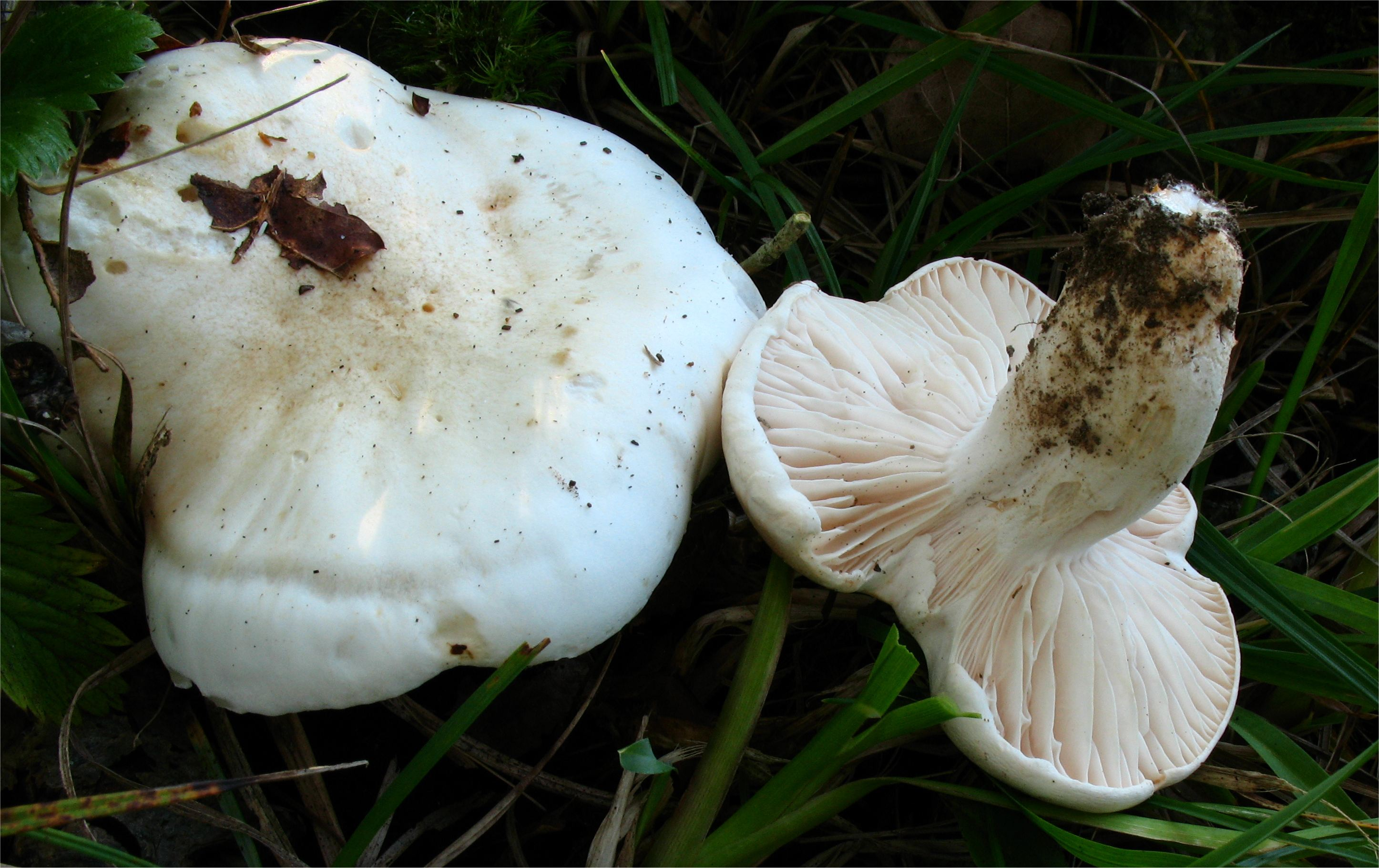
Hygrophorus penarioides
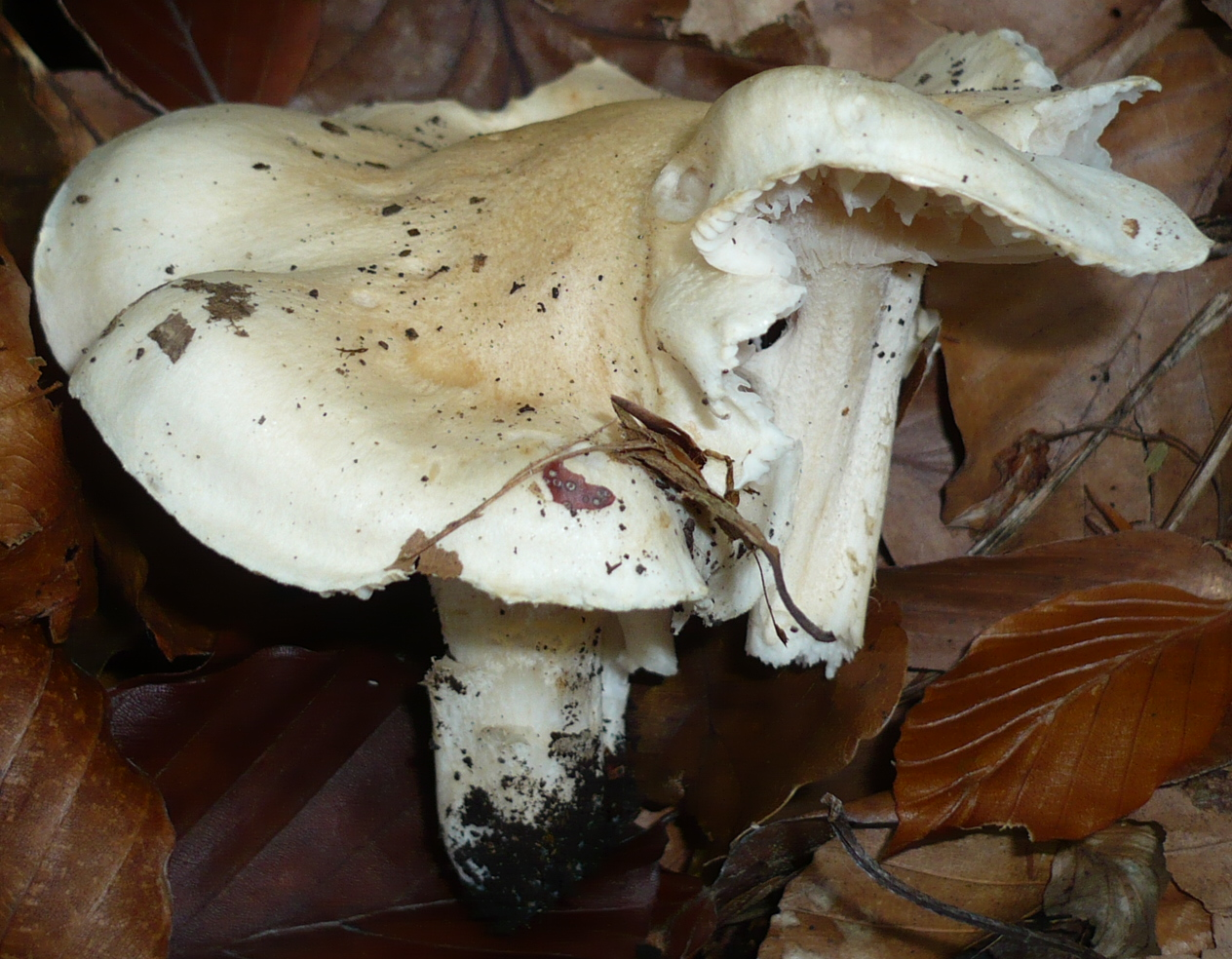
Hygrophorus poetarum
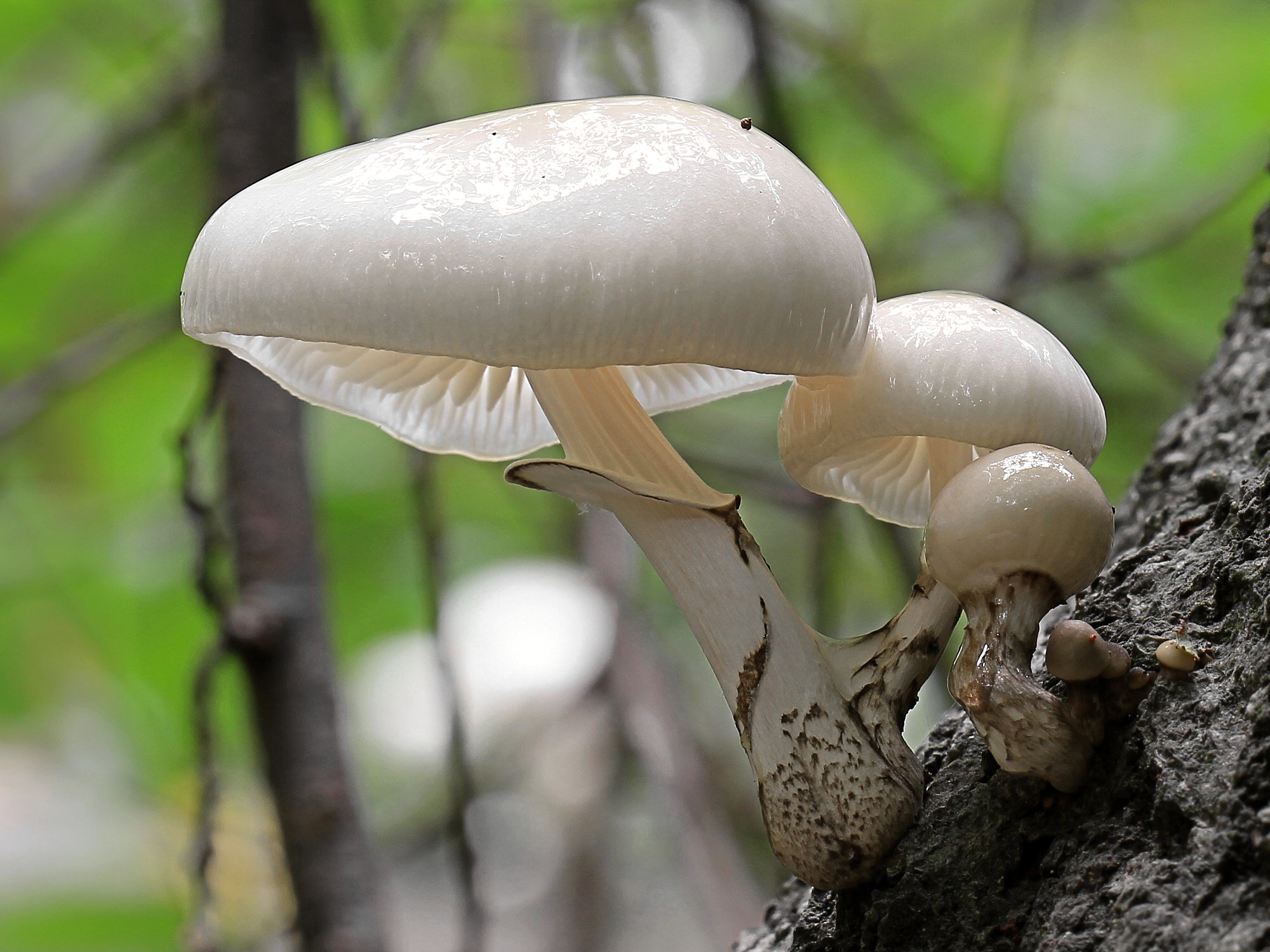
Oudemansiella mucida
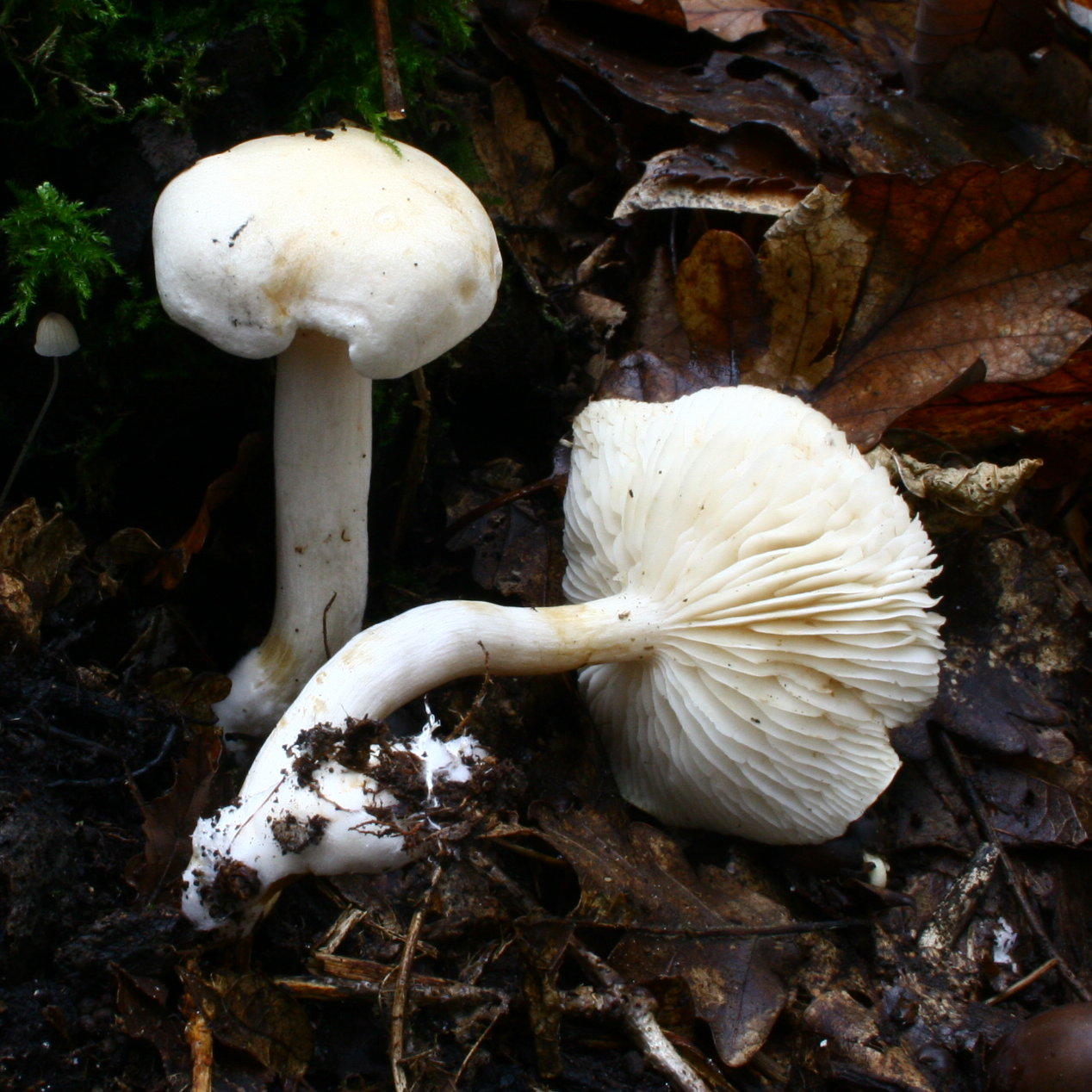
!Tricholoma album!

## Valorificare
Ciuperca de omăt este destul de gustoasă. Datorită faptului că este o specie des întâlnită precum apărând în cantități mari, se potrivește pentru prepararea de mâncăruri, dar nu pentru uscat. Buretele firește poate fi conservat în ulei, oțet sau saramură după ce a fost fiert.